# John Garrison
John Garrison (né le 13 février 1909 et mort le 13 mai 1988 à Cambridge (Massachusetts)) est un hockeyeur sur glace américain. Lors des Jeux olympiques d'hiver de 1932 disputés à Lake Placid, il remporte la médaille d'argent. Quatre ans plus tard, lors des Jeux olympiques d'hiver de 1936 disputés à Garmisch-Partenkirchen il remporte la médaille de bronze.

## Palmarès
- Médaille d'argent aux Jeux olympiques de Lake Placid en 1932
- Médaille de bronze aux Jeux olympiques de Garmisch-Partenkirchen en 1936